# بخش انسی (فرانسه)
بخش انسی (به فرانسوی: Arrondissement d'Annecy) یک بخش در فرانسه است که در اوت سووآ واقع شده‌است.